# Горушки
Го́рушки (рос. Горушки) — присілок у складі Пишминського міського округу Свердловської області.
Населення — 9 осіб (2010, 18 у 2002).
Національний склад станом на 2002 рік: росіяни — 94 %.